# Marquesado de Cornellá

Escudo de Cornellá de Llobregat, en la provincia de Barcelona.

El marquesado de Cornellá es un título nobiliario español creado por la reina regente María Cristina de Habsburgo Lorena y concedido, en nombre de Alfonso XIII, a Melchor Ferrer y Bruguera, senador del reino y presidente de la Diputación Provincial de Barcelona, el 14 de marzo de 1889 por real decreto y el 6 de julio del mismo año por real despacho.
Su denominación hace referencia a la localidad española de Cornellá de Llobregat, en la provincia de Barcelona.

## Marqueses de Cornellá
|                           | Titular                             | Periodo                   |
| Creación por Alfonso XIII | Creación por Alfonso XIII           | Creación por Alfonso XIII |
| ------------------------- | ----------------------------------- | ------------------------- |
| I                         | Melchor Ferrer y Bruguera           | 1889-1897                 |
| II                        | Ramón Ferrer y Estruch              | 1897-1931                 |
| III                       | Francisco de Asís Ferrer y de Navas | 1953-1983                 |
| IV                        | Ramón Ferrer y Ventosa              | 1985-hoy                  |

## Historia de los marqueses de Cornellá
La historia de los marqueses de Cornellá, junto con sus fechas de sucesión en el título, es la que sigue:
- Melchor Ferrer y Bruguera, I marqués de Cornellá, caballero de la Gran Cruz de Isabel la Católica.

Casó con María Estruch y Cornellá. El 8 de febrero de 1897 le sucedió su hijo:
- Ramón Ferrer y Estruch (f. 1931), II marqués de Cornellá.

Sin descendientes. El 30 de octubre de 1953, tras solicitud cursada el 25 de marzo de 1949 (BOE del día 30) y convalidación aceptada por decreto del 6 de febrero de 1953 (BOE del día 16), le sucedió el nieto de Francisco Ferrer y Busquets, primo hermano del primer marqués:
- Francisco de Asís Ferrer y de Navas, III marqués de Cornellá.

Sin descendientes. El 31 de enero de 1983 tanto Guillermo de Balanzo y Ferrer como Ramón Ferrer y Ventos, sobrino del III marqués, cursaron una solicitud para suceder en el título. Ambos, junto con José Luis Ferrer Escolar, fueron convocados el 6 de junio de ese mismo año para que pudiesen «alegar lo que crean convenir a sus respectivos derechos». Finalmente, el 16 de septiembre de 1985, tras orden del 9 de mayo para que se expidiese la correspondiente carta de sucesión (BOE del 6 de julio), le sucedió:
- Ramón Ferrer y Ventosa (n. 1924), IV marqués de Cornellá.

Casó con Ana María Roca Norton.